# ایمی اسمارت
اِیمی لیسل اسمارت (به انگلیسی: Amy Lysle Smart) (زاده ۲۶ مارس ۱۹۷۶) بازیگر سینما و تلویزیون و مانکن پیشین آمریکایی است. او حرفهٔ مدلینگ را در کشور ایتالیا شروع کرد و سپس وارد مدرسه بازیگری شد. اولین نقش او در فیلم کمپ‌فایر تیلز به کارگردانی مارتین کونرت بود و از آن زمان به بعد در فیلم‌های متعددی همچون سفر جاده‌ای، اثر پروانه‌ای و آینه‌ها ایفای نقش کرده‌است.

## زندگی‌نامه
- ایمی اسمارت در توپنگا، کالیفرنیا زاده شد.
- مادرش جودی یک کارگر موزه و پدرش جان اسمارت یک فروشنده است.
- وی گیاه‌خوار است.
- او به مدت ۱۰ سال باله کار کرده‌است.
- وی کار خود را با مدل شدن در میلان و نیویورک آغاز کرد.
- او از زمان بازی در فیلم ورزشی تیم اول دانشکده بلوز به همراه دوست صمیمی‌اش آلیسون لارتر به شهرت رسید.
- ایمی در سپتامبر ۲۰۱۱ با کارتر اوسترهاوس در تراوس سیتی، میشیگان ازدواج نمود.[۲]

## فیلم‌شناسی
فهرست برخی از فیلم‌هایی که ایمی اسمارت در آن‌ها به ایفای نقش پرداخته‌است:
- داستان‌های کمپ آتش (۱۹۹۷)
- آخرین باری که خودکشی کردم (۱۹۹۷)
- جنگاوران اخترناو (۱۹۹۷)
- ولتاژ بالا (۱۹۹۷)
- استرنج‌لند (۱۹۹۸)
- تیم اول دانشکده بلوز (۱۹۹۹)
- خارج از مشیت الهی (۱۹۹۹)
- سفر جاده‌ای (۲۰۰۰)
- سگ‌دو (۲۰۰۱)
- بزرگ‌راه ۶۰ (۲۰۰۲)
- نشنال لمپون نه چندان قانونی (۲۰۰۳)
- نبرد شیکر هایتس (۲۰۰۳)
- افق کور (۲۰۰۳)
- اثر پروانه‌ای (۲۰۰۴)
- برنده یک قرار با تاد همیلتون! (۲۰۰۴)
- استارسکی و هاتچ (۲۰۰۴)
- بزرگ‌تر از آسمان (۲۰۰۵)
- بهترین مرد (۲۰۰۵)
- دوستی معمولی (۲۰۰۵)
- جنگجوی صلح‌طلب (۲۰۰۶)
- کرانک (۲۰۰۶)
- آینه‌ها (۲۰۰۸)
- ماه هفتم (۲۰۰۸)
- عشق و رقص (۲۰۰۹)
- کرانک: ولتاژ بالا (۲۰۰۹)
- مرده بیدار (۲۰۱۰)
- خانه آفتاب تابان (۲۰۱۱)
- خانواده ریونیون (۲۰۱۱)
- میدان کلمبوس (۲۰۱۲)
- ۷۵۰۰ (۲۰۱۴)
- نقطه شکست (۲۰۱۴)
- سرزمین بد (۲۰۱۴)
- باشگاه مادران مجرد (۲۰۱۴)
- پرواز ۷۵۰۰ (۲۰۱۴)
- در میان کلاغ‌ها (۲۰۱۴)
- جلاد (۲۰۱۵)
- نگه‌داشتن ساعت‌ها (۲۰۱۷)
- جنگجو (۲۰۱۹)
- ارباب:دوستی شیطان (۲۰۲۱)
- ۱۳ دقیقه (۲۰۲۱)
- دویدن تایسون (۲۰۲۲)